# Rama III-bron
Rama III-bron (thai: สะพานพระราม 3), även kallas Nya Krungthepbron, är en bro över Chao Phraya i Bangkok, Thailand. Bron, som öppnades för trafik den 30 mars 2000, byggdes för att avlasta den intilliggande och överbelastade Krungthepbron.